# Züüncharaa

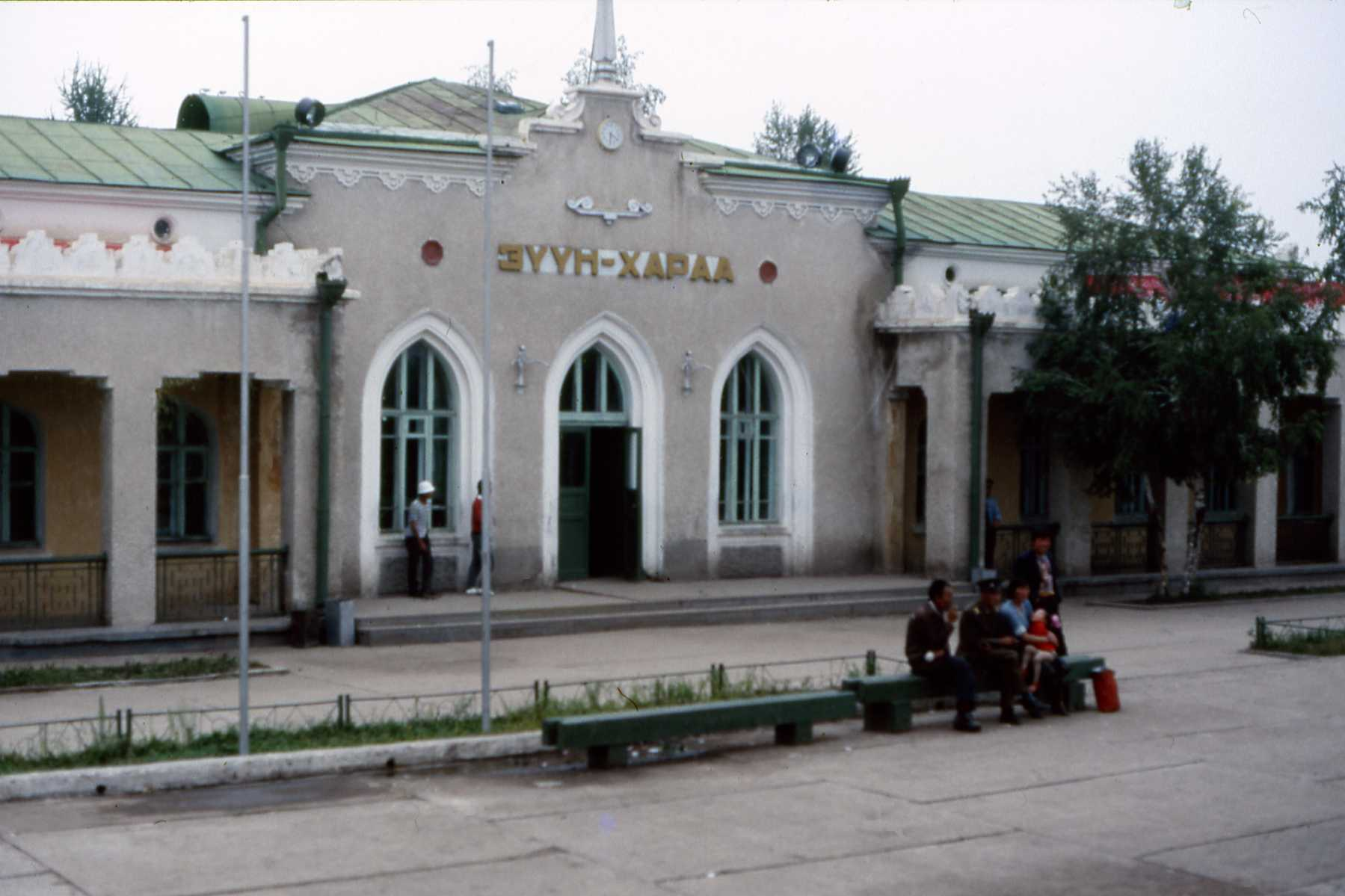
La estación de Züünkharaa,1985.

Züünkharaa (En mongol:Зүүнхараа) es una ciudad, capital del sum de Mandal, que pertenece a la provincia de Selenge (aymag), en el norte de Mongolia. La ciudad cuenta con unos 15.000 habitantes, según el censo de 2004.
Existe en la ciudad una destilería desde 1943, con capacidad suficiente para producir 15 toneladas de vodka en un lapso de 24 horas.